# Evan Bourne
Matthew Joseph Korklan (ur. 19 marca 1983 w Saint Louis, Missouri) – amerykański wrestler występujący pod pseudonimami ringowymi jako Evan Bourne i Matt Sydal. Dwukrotny posiadacz tytułu IWGP Junior Heavyweight Tag Team Championship oraz jednokrotny posiadacz mistrzostwa drużynowego WWE Tag Team Championship z Kofim Kingstonem. W Impact Wrestling zdobywca tytułów Impact Grand Championship i Impact X Division Championship.

## Biogram

### Początki w sporcie i wejście w biznes zawodowych zapasów
W dzieciństwie uczęszczał na treningi taekwondo, a w szkole średniej rozpoczął treningi w zapasach. Już jako nastolatek związał się z niezależną promocją wrestlingu Gateway Championship Wrestling (GCW) - debiutując w tej federacji w październiku 2000 - był też pierwszą osobą, która uzyskała licencję zawodowego zapaśnika w stanie Missouri w wieku poniżej 18. roku życia. Oprócz tego regularnie uczestniczył w pokazach backyard wrestlingu. W kolejnych latach występował w Independent Wrestling Association Mid-South (IWA Mid-South) i NWA Midwest.

### Total Nonstop Action Wrestling, Ring of Honor, Japonia i scena niezależna (2003 – 2007)
Na początku lutego 2003 zadebiutował w Total Nonstop Action Wrestling (TNA), gdzie m.in. uczestniczył w X Division Gauntlet for the Gold matchu, ostatecznie nie wygrywając go.
W 2004 pojawił się w Ring of Honor (ROH) w którym występował do 2007 gdzie tworzył tag teamy z Samoa Joe i A.J. Stylesem oraz z Christopherem Danielsem, z którym zdobył tytuł drużynowy ROH World Tag Team Championship.
W 2006 rozpoczął tour po Japonii w ramach federacji Dragon Gate, gdzie sięgnął po tytuł Open the Brave Gate Championship stając się pierwszym nie-japońskim posiadaczem tego mistrzostwa. Również w 2006 rozpoczął występy dla niezależnej promocji organizowanej przez kanał muzyczny MTV o nazwie Wrestling Society X jednak jego kontrakt z tą promocją wygasł jeszcze w tym samym roku.

### World Wrestling Entertainment/WWE (2007 – 2014)
Po rozwiązaniu kontraktu z Wrestling Society X, Korklan podpisał nową umowę w ramach federacji World Wrestling Entertainment (WWE) po czym został skierowany do promocji rozwojowych tej firmy. W październiku 2007 zadebiutował w Ohio Valley Wrestling (OVW), gdzie zdobył tytuł OVW Heavyweight Championship pokonując Michaela Kruela. Na początku lutego 2008 WWE ogłosiło rozwiązanie z nim kontraktu w ramach OVW. W marcu 2008 przeszedł do kolejnej federacji rozwojowej WWE - Florida Championship Wrestling (FCW), a następnie został zgłoszony do debiutu w ramach samej World Wrestling Entertainment. 
W dniu 3 czerwca 2008 Korklan zadebiutował w WWE w brandzie Extreme Championship Wrestling (ECW) przyjmując następnie pseudonim ringowy Evan Bourne. W ECW i na Raw prowadził różne rywalizacje z: Mattem Hardy (o ECW Championship); The Mizem (o WWE United States Championship) oraz o WWE Championship (z Sheamusem). W październiku 2010 został wycofany z telewizji ze względu na kontuzję barku. Po kontuzji powrócił w lutym 2011 rozpoczynając rywalizację z Jackiem Swaggerem.
W sierpniu 2011 założył tag team z Kofim Kingstonem, z którym sięgnął po swój pierwszy tytuł w federacji WWE - WWE Tag Team Championship pokonując Davida Otungę i Michaela McGillicutty’ego. W dniu 29 sierpnia 2011 drużyna Kingston/Bourne oficjalnie została nazwana jako AirBoom. 1 listopada 2011 Bourne został zawieszony na 30 dni za pogwałcenie polityki zdrowotnej firmy - do telewizji powrócił 5 grudnia 2011.
W dniu 15 stycznia 2012 AirBoom utracili tytuły tag teamowe na rzecz drużyny Primo & Epico podczas gali house show. 17 stycznia 2012 Bourne po raz drugi został zawieszony za naruszenie polityki zdrowotnej WWE - tym razem na okres 60 dni. 
W marcu 2012 uczestniczył w wypadku samochodowym, w którym uległ pięciokrotnemu złamaniu kości stopy. Po rocznej przerwie od występów powrócił pod koniec marca 2013 do NXT podczas live eventu tego brandu. 12 czerwca 2014 WWE ogłosiło zwolnienie Bourne’a ze swoich struktur kadrowych.

### Powrót na scenę niezależną i występy w Japonii (2014 – 2017)
Pod koniec września 2014 powrócił do Ring of Honor prowadząc rywalizacje z Yujiro Kushidą, A.J. Stylesem oraz stajnią Bullet Club. W tym samym czasie związał się również z niezależną promocją Pro Wrestling Guerrilla (PWG) - jego walka u boku Ricocheta i Willa Ospreaya przeciwko Adamowi Cole i The Young Bucks otrzymała pięć gwiazdek od eksperta wrestlingowego i dziennikarza sportowego Dave’a Meltzera. 
Oprócz powyższych dużych federacji niezależnych, Korklan jako Matt Sydal występował w latach 2014 do 2019 w takich promocjach jak brytyjska Revolution Pro Wrestling (RevPro), Family Wrestling Entertainment (FWE), Evolve oraz Westside Xtreme Wrestling. 
We wrześniu 2015 ponownie zaczął występować w Japonii w ramach New Japan Pro-Wrestling (NJPW) gdzie sięgnął po trzy różne tytuły w ramach tej japońskiej promocji - wszystkie trzy zdobył z Ricochetem.

### Impact Wrestling, All Elite Wrestling i scena niezależna (2017 – obecnie)
W 2017 ponownie podpisał kontrakt z Impact Wrestling, gdzie m.in. pokonał Ethana Cartera III o tytuł Impact Grand Championship, a następnie Taiji Ishimoriego o mistrzostwo Impact X Division Championship. Po utracie tytułów założył drużynę z debiutującym w Impact Wrestling Ethanem Page’em. Wraz z Nowym Rokiem 2019 jego kontrakt w Impact Wrestling uległ wygaśnięciu przez co Sydal opuścił tę federację.
W 2019 powrócił na moment do występów w ramach promocji Evolve jednak we wrześniu 2020 podczas gali All Out (2020) wyprodukowanej przez All Elite Wrestling (AEW) Sydal wystąpił jako niespodziewany uczestnik walki Casino Battle Royale. Następnie w ramach AEW prowadził różne rywalizacje, jednocześnie podpisując kontrakt z tą federacją dopiero w listopadzie 2020. Jednocześnie po wykupieniu promocji Ring of Honor przez AEW, Sydal pojawił się po raz trzeci w ROH w 2023 zakładając tag team z Christopherem Danielsem.

### Styl występów w pro-wrestlingu
Korklan znany jest ze swojego dynamicznego stylu walki jako zawodnik wagi półciężkiej (cruiserweight). Łączy twardy, techniczny pojedynek z japońskiego puroresu z typowym dla meksykańskiego lucha libre stylem akrobatycznym zwanym „wysokim lotnikiem” (high-flyer). W WWE doceniano jego akrobatyczne umiejętności przy wykonywaniu akcji shooting star press, którą sam Korklan występując jako Evan Bourne nazwał mianem The Airbourne i uczynił ten ruch jako swoją akcję kończącą pojedynki. Poza WWE jego akcję kończącą określano również Shooting Sydal press.

### Tytuły i osiągnięcia
- The Baltimore Sun
  - Newcomer of the Year (2008)
- Dragon Gate

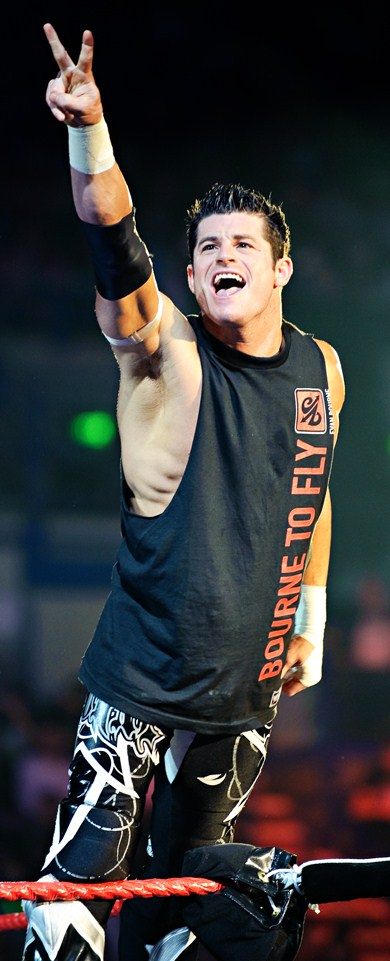
Korklan jako Evan Bourne podczas występów w federacji WWE.

  - Open the Brave Gate Championship (1 raz)
- Impact Wrestling
  - Impact Grand Championship (1 raz)
  - Impact X Division Championship (1 raz)
  - Sony SIX X Division Invitational Trophy (2017)
- Independent Wrestling Association Mid-South
  - IWA Mid-South Light Heavyweight Championship (1 raz)
  - Ted Petty Invitational (2005)
- Israeli Pro Wrestling Association
  - IPWA Heavyweight Championship (1 raz)
- New Japan Pro-Wrestling
  - IWGP Junior Heavyweight Tag Team Championship (2 razy) – z Ricochetem
  - NEVER Openweight 6-Man Tag Team Championship (1 raz) – z Ricochetem i Satoshim Kojimą
  - Super Jr. Tag Tournament (2015) – z Ricochetem
- NWA Midwest
  - NWA Midwest X Division Championship (2 razy)
- Ohio Valley Wrestling
  - OVW Heavyweight Championship (1 raz)
- Pro Wrestling Fit
  - PWF Lord Of The World Championship (1 raz)
- Pro Wrestling Illustrated
  - Sklasyfikowany na 63. miejscu wśród 500 najlepszych wrestlerów w zestawieniu PWI 500 w latach 2009 i 2010.
- Ring of Honor
  - ROH World Tag Team Championship (1 raz) – z Christopherem Danielsem
- SoCal Uncensored
  - Match of the Year (2016) z Ricochetem i Willem Ospreayem vs Adam Cole i The Young Bucks (Matt Jackson i Nick Jackson) w dniu 3 września 2016.
- World League Wrestling
  - WLW Junior Heavyweight Championship (1 raz)
- World Wrestling Entertainment/WWE
  - WWE Tag Team Championship (1 raz) – z Kofim Kingstonem
  - Slammy Awards (1 raz)
    - Finisher roku (Finishing Maneuver of the Year; 2008) – Air Bourne
- Wrestling Observer Newsletter
  - Najlepszy highflyer (2008)
  - Najlepsza akcja (2008) Shooting Star Press
  - Najbardziej niedoceniany wrestler (2009)

### Inne media
W 2009 wydano film dokumentalny traktujący o jego karierze wrestlerskiej pt. Before They Were Stars: Matt Sydal: Bourne Is Born. Producentem filmu była spółka Image Entertainment, Inc. Oprócz tego jego postać z WWE - Evan Bourne pojawił się jako grywalny zawodnik w serii gier komputerowych traktujących o wrestlingu od WWE: WWE SmackDown vs. Raw 2009 (jako postać DLC), WWE SmackDown vs. Raw 2010, WWE Smackdown vs. Raw 2011 i WWE ’12.
Nieregularnie pojawia się również na galach polskiej federacji wrestlingu Prime Time Wrestling (PTW).

## Życie osobiste
Urodził się w rodzinie amerykańskich Żydów. Jego rodzice byli nauczycielami w szkole. Uczęszczał do szkoły średniej Parkway West High School w St. Louis, a następnie studiował marketing na University of Missouri - w 2005 uzyskał dyplom bachelor's degree i rozpoczął pracę jako wiceprezes ds. sprzedaży i marketingu w jednej z małych firm pocztowych w St. Louis - w tym samym czasie kontynuował występy jako wrestler. Jego młodszy brat Mike Korklan również występuje jako wrestler na scenie niezależnej pod pseudonimem Mike Sydal. 
Wśród wrestlerów jacy wywarli na niego wpływ wymienił: Breta Harta, Deana Malenko, Reya Mysterio, Eddiego Guerrero oraz zawodników ECW takich jak Tazz, Sabu, Rob Van Dam i Tajiri.
W czerwcu 2014 Korklan uczęszczał na szamańskie rytuały Ayahuasca w Peru - jak sam twierdził, zażywanie roślin odurzających pomogło mu się „odrodzić duchowo”. W podcastach oraz programach radiowych oznajmiał dodatkowo, że prywatnie studiował buddyzm - wymieniał przy tym Alana Wattsa i Ram Dasa jako swoich duchowych przewodników. 
Pod koniec września 2016 został zatrzymany na lotnisku Kansai International Airport w Japonii w związku z podejrzeniem przemycania przez niego marihuany. Korklan posiadał 2,12 grama marihuany ukrytej w e-papierosie. Został skazany w dniu 13 października 2016 - w dniu 1 grudnia 2016 Korklan przyznał się do stawianych mu zarzutów przemycania marihuany - tydzień później został zwolniony z więzienia, a 12 grudnia 2016 powrócił do Stanów Zjednoczonych.